# Kris Chougkaz
Christianos Chougkaz, detto Kris (in greco Χριστιανός "Κρις" Χουγκάζ?; Alessandria d'Egitto, 6 settembre 1968), è un allenatore di pallacanestro ed ex cestista greco.
Padre del giocatore Nikos Chougkaz.

## Palmarès

### Giocatore
- Coppa di Grecia: 1

Paniōnios: 1990-1991

### Allenatore
- Campionato austriaco: 1

Oberwart Gunners: 2015-2016
- Coppa d'Austria: 1

Oberwart Gunners: 2016

#### Individuali
- ÖBL Coach of the Year: 1

2015-16